# Paguristes limonensis
Paguristes limonensis är en kräftdjursart som beskrevs av McLaughlin och Anthony J. Provenzano, Jr. 1974. Paguristes limonensis ingår i släktet Paguristes och familjen Diogenidae. Inga underarter finns listade i Catalogue of Life.